# Ode to My Family
Ode to My Family ist ein Lied aus dem Jahr 1994, das von Noel Hogan und Dolores O’Riordan getextet und komponiert wurde sowie von der irischen Band The Cranberries interpretiert wurde.

## Hintergrund
Ode to My Family erschien erstmals als Teil des zweiten Cranberries Studioalbums No Need to Argue am 3. Oktober 1994 bei Island Records. Am 21. November 1994 wurde das Lied als zweite Single aus diesem Album ausgekoppelt, womit er die vierte Single der Cranberries insgesamt war. Das Lied hat eine Gesamtlänge etwa 4:30 Minuten. Produzent war Stephen Street.
Bei allen Singleveröffentlichungen des Albums No Need to Argue führte Sam Bayer Regie. Das Video ist in schwarz-weiß gehalten und zeigt neben der Band verschiedene Protagonisten als Familienmitglieder.

## Inhalt
Der Song ist im 4/4-Takt und in D-Dur komponiert. Wie beinahe jedes Cranberries-Stück wurde auch dieser Song von Dolores O’Riordan zweistimmig eingesungen.
Das Lied umfasst zwei Strophen, die mit dem gleichen Wort beginnen, was typisch für das Songwriting der Band ist.

## Rezeption

### Chartplatzierungen
In Deutschland platzierte sich Ode to My Family 17 Wochen in den Charts und stieg auf Platz 29.
| ChartsChartplatzierungen     | Höchstplatzierung | Wochen |
| ---------------------------- | ----------------- | ------ |
| Deutschland (GfK)            | 29 (17 Wo.)       | 17     |
| Irland (IRMA)                | 16 (7 Wo.)        | 7      |
| Vereinigtes Königreich (OCC) | 26 (8 Wo.)        | 8      |

### Auszeichnungen für Musikverkäufe
| Land/Region                  | Auszeichnungen für Musikverkäufe (Land/Region, Auszeichnung, Verkäufe) | Verkäufe |
| ---------------------------- | ---------------------------------------------------------------------- | -------- |
| Australien (ARIA)            | Gold                                                                   | 35.000   |
| Spanien (Promusicae)         | Gold                                                                   | 30.000   |
| Vereinigtes Königreich (BPI) | Silber                                                                 | 200.000  |
| Insgesamt                    | 1× Silber · 2× Gold ·                                                  | 265.000  |

Hauptartikel: The Cranberries/Auszeichnungen für Musikverkäufe